# Wadim Miłow (polityk)
Wadim Siergiejewicz Miłow (ros. Вадим Сергеевич Милов, ur. 1914 w Kołomnie, zm. 1991 w Moskwie) – radziecki działacz partyjny.

## Życiorys
Ukończył Leningradzką Akademię Leśno-Techniczną, od 1943 należał do WKP(b), 1955-1958 był instruktorem Wydziału Organów Partyjnych KC KPZR ds. RFSRR, a od 1958 do listopada 1960 inspektorem KC KPZR. Od 29 listopada 1960 do 26 września 1961 był I sekretarzem Komitetu Obwodowego KPZR w Wołogdzie, a od 27 września 1961 do marca 1963 II sekretarzem tego komitetu, 1963-1965 kierował Wydziałem Przemysłu Leśnego, Papierniczego i Obróbki Drewna Komitetu Kontroli Partyjno-Państwowej Biura KC KPZR ds. RFSRR i Rady Ministrów RFSRR. W latach 1965–1966 był kierownikiem Wydziału Przemysłu Leśnego, Papierniczego i Obróbki Drewna Komitetu Kontroli Ludowej RFSRR, a 1966-1969 zastępcą kierownika Wydziału Przemysłu Leśnego, Papierniczego i Obróbki Drewna Komitetu Kontroli Ludowej RFSRR.